# Austurland
Austurland ("Oostland") wordt ook wel Austfirðir ("Oostfjorden") genoemd en is een van de acht regio's van IJsland. Het heeft 15.350 inwoners (in 2006), een oppervlakte van 21.986 km² en ligt in het oosten van het land. Het is de dunstbevolkte regio van IJsland. De hoofdstad is de stad Egilsstaðir in de gemeente Fljótsdalshérað.

## Bestuurlijke indeling
De regio Austurland is onderverdeeld in 9 gemeentes.
| Code-Nr. | Gemeente                | Aantal inwoners (2006) | Oppervlakte [km²] | Bevolkingsdichtheid [Inw./km²] | Grootste plaats(en)                          |
| -------- | ----------------------- | ---------------------- | ----------------- | ------------------------------ | -------------------------------------------- |
| 7000     | Seyðisfjarðarkaupstaður | 726                    | 213               | 3,4                            | Seyðisfjörður                                |
| 7300     | Fjarðabyggð             | 5.705                  | 1.164             | 4,9                            | Neskaupstaður, Eskifjörður, Reyðarfjörður    |
| 7502     | Vopnafjarðarhreppur     | 712                    | 1.903             | 0,4                            | Vopnafjörður                                 |
| 7505     | Fljótsdalshreppur       | 524                    | 1.516             | 0,3                            |                                              |
| 7509     | Borgarfjarðarhreppur    | 146                    | 441               | 0,3                            | Bakkagerði                                   |
| 7613     | Breiðdalshreppur        | 244                    | 452               | 0,5                            | Breiðdalsvík                                 |
| 7617     | Djúpavogshreppur        | 463                    | 1.133             | 0,4                            | Djúpivogur                                   |
| 7620     | Fljótsdalshérað         | 4.644                  | 8.884             | 0,5                            | Egilsstaðir, Fellabær, Hallormsstaður, Eiðar |
| 7708     | Hornafjörður            | 2.186                  | 6.280             | 0,3                            | Höfn                                         |

Austurland · Höfuðborgarsvæðið · Norðurland eystra · Norðurland vestra · Suðurland · Suðurnes · Vestfirðir · Vesturland